# Estádio Asim Ferhatovic-Hase
O Estádio Asim Ferhatovic-Hase (em bósnio: Stadion Asim Ferhatovic-Hase), anteriormente conhecido como Estádio Olímpico de Koševo (em bósnio: Olimpijski Stadion Koševo) é um estádio multiuso localizado em Koševo, bairro de Sarajevo, capital da Bósnia e Herzegovina. Oficialmente inaugurado em 1947, é o maior estádio do país e a principal casa onde a Seleção Bósnia de Futebol manda seus jogos amistosos e oficiais por competições continentais. Além disso, é a casa onde os tradicionais clubes FK Sarajevo e FK Zeljeznicar mandam seus jogos por competições nacionais e continentais. Conta com capacidade máxima para 35 630 espectadores.